# Emanuela Nava
Emanuela Maria Federica Nava (Milano, 1º settembre ....) è una scrittrice italiana.

## Biografia
Sceneggiatrice e autrice di programmi televisivi come L'albero azzurro, è prolifica autrice di libri per bambini, più volte ristampati e tradotti.

## Opere principali
- Coccodrilli a colazione, Firenze , Giunti, 1994
- La bambina a strisce e punti, Firenze, Salani, 1996
- E da quel giorno..., Firenze, Giunti, 1997
- Ciliegie e bombe, Firenze, Giunti, 1998
- La mummia che fuggì dal museo, Firenze, Salani, 1998
- La zucca dei re, Milano, B. Mondadori, 1998
- Io qui non ci sto, Firenze, Salani, 1999
- Quando i babbuini andavano al cinema, Milano, Feltrinelli, 1999
- Mamma nastrino Papà luna, Casale Monferrato, Piemme junior, 2001
- Pietro che parlava con gli animali / Emanuela Nava ; postfazione di Antonio Faeti, Milano, Fabbri, 2001
- La tigre con le scarpe da ginnastica, Milano, Salani, 2001
- Cara terra, Milano, Carthusia, 2003
- Le teste scambiate, Milano, Fabbri, 2003
- Sognando l'India (Emanuela Nava Khurshid Mazzoleni) Piemme 2003
- Kuri kuri, Milano, Salani, 2004
- Che meraviglia!, Roma, Lapis, 2005
- Nessuno è perfetto, Casale Monferrato, Piemme Junior, 2005
- Il serpegatto: il demone dell'amore, Milano, Salani, 2006
- Chi è stato?, Roma, Lapis, 2007
- Dove si nascondono i bambini?, Casale Monferrato, Piemme junior, 2007
- Andrea e Lu e la zuppa di pesce stellare, Roma, Fanucci, 2008
- L'albero e il bambino, Casale Monferrato, Piemme Junior, 2009
- Il tesoro di Mila: storia di piante e animali da proteggere, Milano, Carthusia, 2010
- Le teste scambiate, Milano, Piemme junior, 2010
- Uffa, che rottura!, Firenze, Giunti, 2010
- La bambina che amava la bellezza, Milano, Piemme, 2011
- Barba e baffi, Modena, Panini, 2011
- Quando gli elefanti andavano in treno, Firenze, Giunti Junior, 2011
- I miei nonni domano i leoni, Milano, Mondadori, 2012
- I bambini hanno le ali, Milano, Mondadori, 2013
- C'era una mamma e c'era un papà, Milano, Piemme, 2013
- Il filo d'oro del mare, Milano, Piemme, 2013
- Guarda guarda, Milano, Carthusia, 2013
- Tombola, che starnuto!, Firenze, Giunti junior, 2014
- Tutti giù dal tram, Milano, Piemme, 2014
- Ci sarà la luna, Milano, Salani, 2015
- L'uomo che lucidava le stelle, Milano, Piemme, 2016
- La risata nella notte, Milano, Carthusia, 2017
- Il girotondo delle emozioni, Milano, Piemme, 2017
- Io e Mercurio, Milano, Piemme, 2018
- Canzone di amore e di guerra, Milano, Piemme, 2019
- Il distributore di mamme, Milano, Piemme, 2020
- Una maestra piena di parole, Milano, Piemme, 2020
- Shakespeare a New York, Milano, Feltrinelli, 2021
- Un sogno alla velocità della luce Carthusia Edizioni 2021
- Sei il mio eroe Piemme 2021
- We are all Humans Feltrinelli 2021
- L'età di mezzo Carthusia Edizioni 2022
- Caro Mare Carthusia Edizioni 2022
- E Ora vi racconto Cheikh, Maestro di Felicità Beisler Editore 2022
- 82 Parole per cambiare il mondo Piemme 2023
- Cara Terra Carthusia 2023
- La collezione di Baci Lupo Guido 2023
- Passata è la Tempesta Carthusia 2023
- Canzone di Amore e di Guerra Sape Laboratorio Editoriale 2024 https://amzn.eu/d/8oKvLIg
- Caro Dinosauro Carthusia 2024
- A Song of Love and War Sape Laboratorio Editoriale 2024
- Il Drago Ruba Bellezza Carthusia 2025
- Notte Pulce 2025
- Pietro che parlava con gli animali Pulce 2025